# ゴーダーヴァリ級フリゲート
| ゴーダーヴァリ級フリゲート | ゴーダーヴァリ級フリゲート                              | ゴーダーヴァリ級フリゲート          |
| -------------------------- | ------------------------------------------------------- | ----------------------------------- |
| 「ゴーダーヴァリ」         |                                                         |                                     |
| 艦級概観                   |                                                         |                                     |
| 艦種                       | フリゲート                                              | フリゲート                          |
| 就役期間                   | 1983年 - 2022年                                         | 1983年 - 2022年                     |
| 前級                       | ニルギリ級                                              | ニルギリ級                          |
| 次級                       | 16A型 (ブラマプトラ級)                                  | 16A型 (ブラマプトラ級)              |
| 性能諸元                   |                                                         |                                     |
| 排水量                     | 基準：3,500→3,700トン                                   | 基準：3,500→3,700トン               |
| 排水量                     | 満載：4,100→4,300トン                                   |                                     |
| 全長                       | 126.4 m                                                 | 126.4 m                             |
| 全幅                       | 14.5 m                                                  | 14.5 m                              |
| 吃水                       | 4.5 m                                                   | 4.5 m                               |
| 機関                       | ボイラー (38.7 kgf/cm2, 450℃)                           | 2缶                                 |
| 機関                       | 蒸気タービン (15,000 shp)                               | 2基                                 |
| 機関                       | スクリュープロペラ                                      | 2軸                                 |
| 速力                       | 最大28ノット                                            | 最大28ノット                        |
| 航続距離                   | 4,500海里 (12kt巡航時)                                  | 4,500海里 (12kt巡航時)              |
| 乗員                       | 313名（士官40名、航空要員13名含む）                     | 313名（士官40名、航空要員13名含む） |
| 兵装                       | 75口径57mm連装速射砲 → 62口径76mm単装速射砲             | 1基                                 |
| 兵装                       | AK-230→AK-630 30mmCIWS                                  | 4基                                 |
| 兵装                       | テルミートM SSM単装発射機                               | 4基                                 |
| 兵装                       | オサーM短SAM 連装発射機 (バラク-1 VLS×24セルに後日換装) | 1基                                 |
| 兵装                       | ILAS-3 3連装短魚雷発射管 (A.244/S ないし NST-58 魚雷)   | 2基                                 |
| 艦載機                     | シーキング・ヘリコプター                                | 2機                                 |
| C4I                        | IPN-10戦術情報処理装置                                  | IPN-10戦術情報処理装置              |
| レーダー                   | RAWL-02 対空捜索用                                      | 1基                                 |
| レーダー                   | アンガラーM 3次元式 (EL/M-2238に後日換装)               | 1基                                 |
| レーダー                   | ZW-06 航海用                                            | 2基                                 |
| レーダー                   | EL/M-2221 短SAM射撃指揮用                               | 1基                                 |
| ソナー                     | 184型 船底装備式 (APSOHに後日換装)                      | 1基                                 |

ゴーダーヴァリ級フリゲート（ゴーダーヴァリきゅうフリゲート、英語: Godavari-class frigates）は、インド海軍のフリゲートの艦級。インド海軍での計画番号は16型。

## 設計
インドでは、1966年より、イギリスのリアンダー級の設計に基づくニルギリ級フリゲートの建造に着手し、1972年から1981年にかけて6隻が就役した。本級は、これを元に船体を拡張するとともに、装備を強化した発展型となっている。船型は中央船楼型に変更されるなど、インド国内で再設計された部分は全体の72パーセントに達した。なおネームシップでは、重大な溶接ミスが指摘された。
主機関はニルギリ級と同構成で、ボイラーはバブコック・アンド・ウィルコックス社製の三胴式、蒸気性状は圧力550 lbf/in2 (39 kgf/cm2)、温度450℃である。蒸気タービンはリアンダー級幅広型以来のY-160型が踏襲されており、ボーパール・エンジニアリングによって生産されて搭載された。なお安定化装置として、ヴォスパー社製のフィンスタビライザーを装備している。

## 装備

### C4ISR
本級は、インド軍艦として初めて、戦闘システムのデジタル化を図ったシステム艦となっている。その中核となる戦術情報処理装置としては、イタリア製のIPN-10が搭載された。
センサーは、多くがニルギリ級のものや、その国産化版が搭載された。対空捜索用としては、バーラト社製RAWL-02（LW-02または08のインド版）、対水上捜索および航海用としてはZW-06が搭載された。ただし本級では、同時期に整備されていたラージプート級駆逐艦と同型のMR-310U「アンガラーM」3次元レーダーが搭載された。これは就役後、個艦防空ミサイルの換装に併せて、イスラエル製EL/M-2238 STARレーダーに換装されている。またソナーも、当初はニルギリ級と同じく、イギリス製の184型が搭載されていたが、のちに、同級の「ヒムギリ」で試験されていた国産のAPSOH（Advanced Panoramic Soner）に換装された。

### 武器システム
防空・対艦兵器に関しては、1970年代にソビエト連邦から購入したドゥルグ級コルベット（1234型小型ミサイル艦）のシステムが導入された。P-15M「テルミートM」艦対艦ミサイルの単装発射機4基が船首甲板に搭載されたが、同ミサイルが大きかったため、両舷に張り出しが設けられた。
船楼甲板前端部の甲板室には、4K33「オサーM」個艦防空ミサイルの昇降式連装発射機が設置された。また艦砲として75口径57mm連装速射砲（AK-725）、CIWSとしてAK-230 30mm連装機関砲が搭載された。その後、個艦防空ミサイルはバラク-1のVLS（8セル×3基）、艦砲は62口径76mm単装速射砲（76mmスーパーラピッド砲）、CIWSもAK-630 30mmガトリング砲へ換装されている。
対潜兵器は、ニルギリ級と同じILAS-3 324mm3連装短魚雷発射管を装備したが、同級で装備されていた対潜迫撃砲は省かれた。
最大の変更点が航空艤装の強化で、船楼後半部は、船幅全体を使って、シーキング・ヘリコプター2機を収容できるハンガーとされている。ただし大型の同機を2機搭載すると、トップヘビーから復原性の低下をきたすことから、通常は、1機分はより小型のフランス製アルエットIII、あるいはそのライセンス生産版であるチェタクとされている。ヘリコプター甲板にはベアトラップ着艦拘束装置およびSAMAHE機体移送装置を備えている。

## 同型艦
| #   | 艦名                        | 起工          | 進水            | 就役            | 退役            |
| --- | --------------------------- | ------------- | --------------- | --------------- | --------------- |
| F20 | ゴーダーヴァリ INS Godavari | 1978年 6月2日 | 1980年 5月15日  | 1983年 12月10日 | 2015年 12月23日 |
| F22 | ガンガ INS Ganga            | 1980年        | 1981年 11月15日 | 1985年 12月30日 | 2018年 3月22日  |
| F21 | ゴマティ INS Gomati         | 1981年        | 1984年 3月20日  | 1988年 4月16日  | 2022年 5月28日  |